# Élections sénatoriales de 2023 dans la Manche
Les élections sénatoriales de 2023 dans la Manche sont des élections se déroulant, sous la Cinquième République, dans le cadre des élections sénatoriales françaises de 2023, dans le département de la Manche, le dimanche 24 septembre 2023.
Elles ont pour but d'élire les sénateurs représentant le département au Sénat pour un mandat de six années.

## Contexte départemental
Lors des élections sénatoriales de 2017 dans la Manche, trois sénateurs sont élus : un PS, Jean-Michel Houllegatte, et deux UMP, Philippe Bas et Jean Bizet. Ce dernier démissionne fin novembre 2020, remplacé par Béatrice Gosselin, quatrième de la liste.
Depuis, tous les effectifs du collège électoral des grands électeurs ont été renouvelés, avec les élections municipales françaises de 2020, les élections régionales françaises de 2021 et les élections départementales françaises de 2021, et enfin les élections législatives françaises de 2022.
La liste des grands électeurs a été fixée le 16 juin 2023 et contient 1 669 personnes.
- 4 députés :
  - Philippe Gosselin
  - Bertrand Sorre
  - Stéphane Travert
  - Anna Pic
- 3 sénateurs :
  - Philippe Bas
  - Béatrice Gosselin
  - Jean-Michel Houllegatte
- 16 conseillers régionaux
- 54 conseillers départementaux
- 1 533 délégués des conseils municipaux
- 59 délégués supplémentaires des conseils municipaux

## Sénateurs sortants
| Sénateur | Sénateur                | Parti | Fonctions lors de l'élection en 2017                 |
| -------- | ----------------------- | ----- | ---------------------------------------------------- |
|          | Jean-Michel Houllegatte |       | Maire délégué de Cherbourg-Octeville                 |
|          | Béatrice Gosselin       | LR    | Adjointe au maire de Gouville-sur-Mer                |
|          | Philippe Bas            | LR    | Sénateur sortant, président du conseil départemental |

## Présentation des listes et des candidats
Les nouveaux représentants sont élus pour une législature de 6 ans au suffrage universel indirect par les 1 669 grands électeurs du département. Dans la Manche, les sénateurs sont élus au scrutin proportionnel plurinominal. Le département élit trois sénateurs et cinq candidats doivent être présentés sur chaque liste pour qu'elle soit validée. Chaque liste de candidats est obligatoirement paritaire et alterne entre les hommes et les femmes.
La liste des candidats est publiée le 12 septembre 2023

### Liste Divers droite conduite par Valérie Nouvel
| N° | Candidats | Candidats          | Parti | Nuance | Principales fonctions                                                       |
| -- | --------- | ------------------ | ----- | ------ | --------------------------------------------------------------------------- |
| 01 |           | Valérie Nouvel     | SE    | DVD    | Conseillère départementale, adjointe au maire de Saint-Quentin-sur-le-Homme |
| 02 |           | Yvan Taillebois    | SE    | DVD    | Conseiller départemental, conseiller municipal de Granville                 |
| 03 |           | Élisabeth Burnouf  | SE    | DVD    | Adjointe au maire de Siouville-Hague                                        |
|    |           |                    |       |        |                                                                             |
| 04 |           | John Philipot      | SE    | DVD    | Adjoint au maire de Sainte-Suzanne-sur-Vire                                 |
| 05 |           | Noëlle Leforestier | SE    | DVD    | Maire de Pirou                                                              |

### Liste Rassemblement national conduite par Marie-France Kurdziel
| N° | Candidats | Candidats             | Parti | Nuance | Principales fonctions         |
| -- | --------- | --------------------- | ----- | ------ | ----------------------------- |
| 01 |           | Marie-France Kurdziel | RN    | RN     | Conseillère régionale         |
| 02 |           | Emmanuel Regnouf      | RN    | RN     |                               |
| 03 |           | Vanessa Lancelot      | RN    | RN     | Conseillère régionale         |
|    |           |                       |       |        |                               |
| 04 |           | Olivier Pjanic        | RN    | RN     | Maire de Notre-Dame-de-Livoye |
| 05 |           | Carmen Masson         | RN    | RN     |                               |

### Liste Union de la gauche conduite par Sébastien Fagnen
| N° | Candidats | Candidats           | Parti | Nuance | Principales fonctions                    |
| -- | --------- | ------------------- | ----- | ------ | ---------------------------------------- |
| 01 |           | Sébastien Fagnen    | PS    | SOC    | Maire délégué de Cherbourg-Octeville     |
| 02 |           | Gaëlle Vérove       | PCF   | COM    |                                          |
| 03 |           | Michel Leblanc      | SE    | DVG    | Maire d'Appeville                        |
|    |           |                     |       |        |                                          |
| 04 |           | Françoise Médernach | PS    | SOC    | Maire de Varouville                      |
| 05 |           | Jacques Lucas       | SE    | DVG    | Maire délégué de Saint-Martin-des-Champs |

### Liste Divers centre conduite par Michel Peyre
| N° | Candidats | Candidats          | Parti | Nuance | Principales fonctions                    |
| -- | --------- | ------------------ | ----- | ------ | ---------------------------------------- |
| 01 |           | Michel Peyre       | HOR   | HOR    | Adjoint au maire de Granville            |
| 02 |           | Marie-Agnès Hérout | SE    | DVD    | Adjointe au maire de Carentan-les-Marais |
| 03 |           | Gilles Schmitt     | RE    | RE     | Maire de Joganville                      |
|    |           |                    |       |        |                                          |
| 04 |           | Peggy Georgelin    | SE    | DVD    | Maire déléguée de Bion                   |
| 05 |           | Hervé Legendre     | RE    | RE     | Adjoint au maire de Saint-Lô             |

### Liste Ensemble conduite par Gaëtan Lambert
| N° | Candidats | Candidats           | Parti | Nuance | Principales fonctions                                  |
| -- | --------- | ------------------- | ----- | ------ | ------------------------------------------------------ |
| 01 |           | Gaëtan Lambert      | HOR   | HOR    | Maire de Sartilly-Baie-Bocage                          |
| 02 |           | Marie-Pierre Fauvel | HOR   | HOR    | Conseillère départementale, maire de Saint-Jean-d'Elle |
| 03 |           | Marc Fedini         | HOR   | HOR    | Adjoint au maire de Périers                            |
|    |           |                     |       |        |                                                        |
| 04 |           | Sonia Krimi         | RE    | RE     | Conseillère municipale de Cherbourg-en-Cotentin        |
| 05 |           | Gilbert Michel      | SE    | DVD    | Adjoint au maire de Terre-et-Marais                    |

### Liste Union de la droite conduite par Philippe Bas
| N° | Candidats | Candidats              | Parti | Nuance | Principales fonctions                                          |
| -- | --------- | ---------------------- | ----- | ------ | -------------------------------------------------------------- |
| 01 |           | Philippe Bas           | LR    | LR     | Sénateur sortant, conseiller départemental                     |
| 02 |           | Béatrice Gosselin      | LR    | LR     | Sénatrice sortante, conseillère municipale de Gouville-sur-Mer |
| 03 |           | David Margueritte      | LR    | LR     | Conseiller régional, président de la CA du Cotentin            |
|    |           |                        |       |        |                                                                |
| 04 |           | Élise Debroise-Gautier | SE    | DVD    | Maire déléguée de Notre-Dame-d'Elle                            |
| 05 |           | Jacky Bouvet           | SE    | DVD    | Maire de Saint-Hilaire-du-Harcouët                             |

### Liste La France insoumise conduite par Patrick Grimbert
| N° | Candidats | Candidats         | Parti | Nuance | Principales fonctions |
| -- | --------- | ----------------- | ----- | ------ | --------------------- |
| 01 |           | Patrick Grimbert  | LFI   | FI     |                       |
| 02 |           | Clarisse Lescure  | LFI   | FI     |                       |
| 03 |           | Gilles Tartois    | LFI   | FI     |                       |
|    |           |                   |       |        |                       |
| 04 |           | Graziella Giacone | LFI   | FI     |                       |
| 05 |           | Alain Duponchel   | LFI   | FI     |                       |

### Liste Europe Écologie Les Verts conduite par Guillaume Hédouin
| N° | Candidats | Candidats          | Parti | Nuance | Principales fonctions                         |
| -- | --------- | ------------------ | ----- | ------ | --------------------------------------------- |
| 01 |           | Guillaume Hédouin  | EÉLV  | VEC    | Conseiller régional                           |
| 02 |           | Flavie Bourget     | SE    | DVG    | Conseillère municipale de Bréhal              |
| 03 |           | Yves Cannone       | SE    | DVG    | Maire de Saint-Nicolas-de-Pierrepont          |
|    |           |                    |       |        |                                               |
| 04 |           | Amélie David       | SE    | DVG    | Conseillère municipale de Carentan-les-Marais |
| 05 |           | Philippe Rousselet | EÉLV  | VEC    |                                               |

## Résultats
| Tête de liste                                        | Tête de liste            | Liste                         | Voix  | %     | Sièges | +/-           |
| ---------------------------------------------------- | ------------------------ | ----------------------------- | ----- | ----- | ------ | ------------- |
|                                                      | Philippe Bas             | Union de la droite (LR)       | 772   | 47,25 | 2      | en stagnation |
| Pour une Manche dynamique dans une France rassemblée |                          |                               | 772   | 47,25 | 2      | en stagnation |
|                                                      | Sébastien Fagnen         | Union de la gauche (PS - PCF) | 359   | 21,97 | 1      | en stagnation |
| Ensemble, la Manche a de l'avenir                    |                          |                               | 359   | 21,97 | 1      | en stagnation |
|                                                      | Gaëtan Lambert           | Ensemble (HOR - RE)           | 147   | 9,00  | 0      | en stagnation |
| La Manche, un territoire d'avenir !                  |                          |                               | 147   | 9,00  | 0      | en stagnation |
|                                                      | Valérie Nouvel           | Divers droite                 | 103   | 6,30  | 0      | en stagnation |
| Avancer ensemble en confiance                        |                          |                               | 103   | 6,30  | 0      | en stagnation |
|                                                      | Marie-France Kurdziel    | Rassemblement national        | 96    | 5,88  | 0      | en stagnation |
| Au service des communes pour défendre la Manche      |                          |                               | 96    | 5,88  | 0      | en stagnation |
|                                                      | Guillaume Hédouin        | Europe Écologie Les Verts     | 78    | 4,77  | 0      | en stagnation |
| Un Sénat ouvert, solidaire et citoyen                |                          |                               | 78    | 4,77  | 0      | en stagnation |
|                                                      | Michel Peyre             | Divers centre (HOR - RE)      | 59    | 3,61  | 0      | en stagnation |
| La Manche au cœur                                    |                          |                               | 59    | 3,61  | 0      | en stagnation |
|                                                      | Patrick Grimbert         | La France insoumise           | 20    | 1,22  | 0      | en stagnation |
| Manche Union populaire écologique et sociale         |                          |                               | 20    | 1,22  | 0      | en stagnation |
|                                                      |                          |                               |       |       |        |               |
| Suffrages exprimés                                   | Suffrages exprimés       | Suffrages exprimés            | 1 634 | 98,73 |        |               |
| Votes invalide                                       | Votes invalide           | Votes invalide                | 7     | 0,42  |        |               |
| Votes blancs                                         | Votes blancs             | Votes blancs                  | 14    | 0,85  |        |               |
| Total                                                | Total                    | Total                         | 1 655 | 100   | 3      | en stagnation |
| Abstentions                                          | Abstentions              | Abstentions                   | 14    | 0,84  |        |               |
| Inscrits / participation                             | Inscrits / participation | Inscrits / participation      | 1 669 | 99,16 |        |               |